# Hans Bauerschmidt
Hans Bauerschmidt, auch: Johann Bauerschmidt (* 29. Juni 1876 in Stadtsteinach; † 25. Februar 1968 in München), war ein deutscher Pädagoge, bayerischer Kultusbeamter und Fachautor.

## Leben
Hans Bauerschmidt war ein Sohn des Sattlers Johann Adam Bauerschmidt aus Stadtsteinach. Er besuchte ab 1895 das „Alte Gymnasium“ in Bamberg, an dem er mit dem Abitur abschloss. 1897 begann er ein Philologiestudium an der Universität Würzburg und trat der Burschenschaft Germania Würzburg bei. 1899 legte er die Lehramtsprüfung in den philologisch-historischen Fächern Griechisch, Latein, Deutsch und Geschichte ab. Im Anschluss promovierte er mit einer Arbeit über Schriften Marcus Tullius Ciceros. 1899/1900 absolvierte er das pädagogisch-didaktischen Seminar am kgl. Humanistischen Gymnasium in Erlangen. Nach dem Wehrdienst, den er als Einjährig-Freiwilliger im kgl. bayerischen 7. Infanterie-Regiment „Prinz Leopold“ ableistete, erhielt die Stelle eines Assistenten am Realgymnasium in Nürnberg. 1904 wurde er als Gymnasiallehrer nach Dillingen an der Donau, 1907 an das Realgymnasium München versetzt und 1913 zum Gymnasialprofessor am Königlich Bayerischen Kadettenkorps in München ernannt.
Im Ersten Weltkrieg wurde er zunächst als Oberleutnant und Bataillonsadjutant eingesetzt, dann zum Hauptmann und stellvertretenden Bataillonsführer befördert und nach Kriegsende als Major der Landwehr entlassen. Nachdem das Kadettenkorps aufgelöst worden war, trat er 1920 eine Stelle als Altphilologe am Wittelsbacher-Gymnasium München an. Bis 1921 war er im Vorstand des Geschichtslehrerverbandes. Vom 1. Februar bis zum 30. April 1924 führte er im Rang eines Oberstudienrats stellvertretend für den aus seinem Amt ausgeschiedenen Gustav Landgraf die Geschäfte des Direktors des Maximiliansgymnasiums München. Zusätzlich übernahm er Aufgaben im Auftrag des Bayerischen Staatsministeriums für Unterricht und Kultus. 1925 wurde er ins Ministerium berufen und übernahm einige Jahre später die Leitung des bayerischen Schulwesens, Abteilung Gymnasien, mit Rang und Titel eines Ministerialrats. Hier war er unter anderem für die Lehrbücher im Fach Geschichte an Höheren Schulen zuständig, weigerte sich aber nach der Machtergreifung der Nationalsozialisten 1933 diese im Sinne der Ideologie des Regimes „umzuschreiben“. Allerdings hatte er sich 1923 dagegen gewandt, dass Lehrer und Schulaufsichtsbeamte „dem demokratischen Staatsgedanken anhängen müssten“.
Ab 1945 setzte er sich vor allem für den Erhalt des Humanistischen Gymnasiums ein. Neben seiner Mitgliedschaft in der Burschenschaft Germania Würzburg wurde Bauerschmidt später noch Alter Herr der Alten Königsberger Burschenschaft Alemannia in Kiel und der Prager Burschenschaft Teutonia zu Nürnberg. 1954 wurde er mit dem Bundesverdienstkreuz ausgezeichnet und zum Ehrenbürger seiner Heimatstadt Stadtsteinach ernannt. 1962 erhielt er den Bayerischen Verdienstorden. Hans Bauerschmidt starb an den Folgen eines Unterschenkelhalsbruches und wurde auf dem Bogenhausener Friedhof in München beigesetzt.

## Schriften
- Ergebnisse einer Vergleichung zwischen Ciceros Schriften „De Oratore“ und „Orator“. Inaugural-Dissertation an der Universität Erlangen. E. Th. Jacob, Erlangen 1900.
- Bürgerkunde im Rahmen des Geschichtsunterrichts. Hauptpunkte der Bürgerkunde für den Geschichtsunterricht an höheren Schulen. F. Kornschen, Nürnberg 1911.
- Staatsbürgerliche Belehrung und Erziehung. Ein Wegweiser für die verschiedenen Schulgattungen. Lindauer, München 1913.
- Wandkarte zur Deutschen Bürgerkunde. Deutsches Reich. Tafel 1. Lindauer, München 1914.
- Leitfaden für vaterländischen Unterricht, 1916.
- Literaturbericht Staatsbürgerliche Bildung und Erziehung, in: Vergangenheit und Gegenwart 19, 1929, S. 169–175.
- Staat und Vaterland. Aristoteles, Tukydides, Polyos, und andere. Aus dem Schatz des Altertums ausgewählte griechische und lateinische Texte. Buchner, Bamberg 1938.